# Combate de Nioaque
El combate de Nioaque fue un enfrentamiento librado entre una fuerza de caballería brasileña de 200 hombres y una columna paraguaya con unos 3500 soldados, sucedido el 31 de diciembre de 1864 en la actual ciudad de Nioaque, Mato Grosso do Sul, en el contexto de la campaña del Mato Grosso durante la guerra de la Triple Alianza. Luego del combate de Dourados, en el sur de la entonces Provincia de Mato Grosso, las fuerzas paraguayas bajo el mando del coronel Francisco Isidoro Resquin, avanzaron hacia el norte, donde ocuparon la colonia militar de Miranda el 30 de diciembre. Al día siguiente, atacaron la aldea de Nioque, defendida por 200 jinetes al mando del teniente coronel José Antônio Dias da Silva. Por iniciativa del comandante imperial, se intentó negociar la paz entre las fuerzas beligerantes, pero sin éxito. El combate se desarrolló rápidamente, finalizando con la derrota de los brasileños. Hubo una gran discrepancia entre el número de bajas de ambos combatientes.